# Lepidocybium
Lepidocybium is een monotypisch geslacht van straalvinnige vissen uit de familie van slangmakrelen (Gempylidae). Het geslacht is voor het eerst wetenschappelijk beschreven in 1863 door Gill.

## Soort
- Lepidocybium flavobrunneum (Smith, 1843)